# Stagnicola emarginata
Stagnicola emarginata är en snäckart som först beskrevs av Thomas Say 1821.  Stagnicola emarginata ingår i släktet Stagnicola och familjen dammsnäckor. Inga underarter finns listade i Catalogue of Life.